# Паринђану
Паринђану (итал. Paringianu) је насеље у Италији у округу Карбонија-Иглесијас, региону Сардинија.
Према процени из 2011. у насељу је живело 582 становника. Насеље се налази на надморској висини од 11 м.